# Hinwil
Hinwil es una ciudad y comuna suiza del cantón de Zúrich, capital del distrito de Hinwil.
Limita al norte con la comuna de Bäretswil y Wetzikon, al noreste con Fischenthal, al este con Wald, al sur con Dürnten y Bubikon y al oeste con Gossau.
En la comuna están integradas las localidades de Girenbad, Hadlikon, Ringwil, Unterbach, Unterholz, Wernetshausen, Bossikon y Erlosen.

## Deportes
Hinwil es la base de la escudería de Fórmula 1 Alfa Romeo F1 Team.

## Transportes
Ferrocarril
Existe una estación ferroviaria en la ciudad, donde efectúan parada trenes de cercanías de una línea perteneciente a la red S-Bahn Zúrich. 